# 卡尔沃内罗斯
卡尔沃内罗斯，是西班牙安达卢西亚自治区哈恩省的一个市镇。总面积59平方公里，总人口674人（2001年），人口密度11人/平方公里。